# Uggeløse Skov Trinbræt
Uggeløse Skov Trinbræt åbnede den 1. oktober 1933 på den nu delvist nedlagte Slangerupbanen. Trinbrættet lukkede den 23. maj 1954, hvor banestykket mellem Farum og Slangerup blev nedlagt. Trinbrættet blev åbnet for at få københavnerne til at tage toget helt til Uggeløse Skov. Dette lykkedes dog kun delvist, og trinbrættet blev det mindst benyttede standsningssted på banen.
|  | Denne artikel om en bygning eller et bygningsværk kan blive bedre, hvis der indsættes et (bedre) billede. Du kan hjælpe ved at afsøge Wikimedia Commons for et passende billede eller lægge et op på Wikimedia Commons med en af de tilladte licenser og indsætte det i artiklen. |

55°50′21.75″N 12°14′20.81″Ø / 55.8393750°N 12.2391139°Ø